# Culicoides brevitarsis
Culicoides brevitarsis är en tvåvingeart som beskrevs av Jean-Jacques Kieffer 1917. Culicoides brevitarsis ingår i släktet Culicoides och familjen svidknott. Inga underarter finns listade i Catalogue of Life.